# قائمة المليارديرات في الكويت
هذه قائمة الأثرياء الكويتيين مرتبة حسب الثروة الإجمالية ومأخذوة من موقع مجلة فوربس الأمريكية:

## قائمة المليارديرات الكويتيين لعام 2020
| الترتيب العالمي | الاسم        | قيمتها الصافية (دولار أمريكي) | مصدر الثروة |
| --------------- | ------------ | ----------------------------- | ----------- |
| #1613           | قتيبة الغانم | 1.3 مليار                     | متنوعة      |

## قائمة المليارديرات الكويتيين لعام 2015
| الترتيب العالمي | اسم               | مصادر الثروة | قيمتها الصافية (دولار أمريكي) |
| --------------- | ----------------- | ------------ | ----------------------------- |
| 1500            | فوزي الخرافي      | متنوعة       | 1.25 مليار                    |
| 1500            | جاسم محمد الخرافي | متنوعة       | 1.25 مليار                    |
| 1500            | مهند الخرافي      | متنوعة       | 1.25 مليار                    |
| 1712            | بسام الغانم       | متنوعة       | 1.05 مليار                    |
| 1712            | قتيبة الغانم      | متنوعة       | 1.05 مليار                    |